# 亨利·劳埃德-休斯
亨利·劳埃德-休斯（英語：Henry Lloyd-Hughes，1985年8月1日—），英国演员，最知名于在E4的情景喜剧《中间人》中扮演校园恶霸Mark Donovan，也在《哈利·波特与火焰杯》中扮演过小角色Roger Davies。